# Marcomero
Marcomero (em latim: Marcomeres ou Marchomer) ou Marcomiro (em latim: Marchomir) foi um nobre franco do século IV.

## Vida
Marcomero aparece pela primeira vez em 388, quando invadiu as províncias romanas da Germânia com Genobaldo e Sunão. De acordo com Sulpício Alexandre, a principal fonte, os francos atravessaram a muralha que fazia a fronteira do Império Romano na região e invadiram os distritos férteis, matando muitas pessoas, devastando o país e criando medo em Colônia. As notícias da invasão chegaram em Augusta dos Tréveros, a capital do usurpador Magno Máximo (r. 383–388), protegida por Nanieno e Quintino. Reuniram exército e dirigiram-se para Colônia, mas ao chegarem os francos já haviam cruzado o Reno e deixaram vários homens em solo romano para pilharem. Os francos foram atacados, e muitos deles pereceram. Quintino decidiu prosseguir campanha e marchou para além do Reno atrás dos francos, mas foi decisivamente derrotado e morto com os outros oficiais.
Em 392-393, os francos obtiveram mais butim na Germânia e Arbogasto disse a Valentiniano II (r. 375–392) que a punição aos francos devia ser exemplar, exceto se devolverem o saque obtido e entregassem seus líderes que instigaram a guerra. Poucos dias depois, Arbogasto reuniu-se com Marcomero e Sunão e solicitou habituais reféns, e então dirigiu-se a Augusta dos Tréveros para passar o inverno. No mesmo ano, Arbogasto perseguiu Sunão e Marcomero e rapidamente dirigiu-se a Colônia. De lá, reuniu exército e cruzou o Reno, devastando o país dos brúcteros, próximo as margens do rio, e também o distrito habitando pelo camavos. Nessa expedição foi confrontado pelos ampsivários e catos que foram comandados por Marcomero, descrito nesse trecho como "duque dos sopés das colinas distantes"
Mais tarde, Claudiano, em seu panegírico sobre o consulado de Estilicão (400), menciona que Marcomero foi preso pelos romanos e exilado na Etrúria e Sunão tentou vingar-se por tal ato. Segundo a Liber Historiae, Marcomero era filho de Príamo de Troia (o que seria impossível historicamente). Teve um filho com sua esposa Frimutel ou Frimuta, Faramundo líder franco; segundo o relato, quando Sunão faleceu, Marcomero sugeriu aos francos que elegessem seu filho como "rei cabeludo" (em latim: rex crinitus) e isso foi feito.

## Avaliação
Guy Halsall considera as ofensivas romanas contra Marcomero e Sunão como uma das últimas tentativas de se restabelecer a autoridade imperial efetiva no norte da Gália; muitos foram os revezes nas mãos dos invasores germânicos e as forças do Reno estavam enfraquecidas. A principal fonte que cita Sunão e Marcomero é a História dos Francos de Gregório de Tours. Nela, citando a ausente História de Sulpício Alexandre, Gregório descreve-os como duques (líderes militares), mas igualmente chama-os régios (regales). O próprio Gregório faz um comentário sobre a passagem de Sulpício e alega não saber com precisão se eles eram reis ou se retinham o poder no lugar dos reis. O próprio Sulpício, noutra passagem citada por Gregório, chama Arbogasto, Marcomero e Sunão como sub-régios (subreguli).

## bibliografia
- Ghosh, Shami (2016). Writing the Barbarian Past: Studies in Early Medieval Historical Narrative. Leida: Brill

- Gregório de Tours (século VI). História dos Francos. Tours

- Halsall, Guy (2007). Barbarian Migrations and the Roman West, 376–568. Cambridge: Cambridge University Press

- Martindale, J. R.; A. H. M. Jones (1971). «Marcomer». The Prosopography of the Later Roman Empire, Vol. I AD 260-395. Cambridge e Nova Iorque: Cambridge University Press

- Noble, Thomas F. X. (2006). From Roman Provinces to Medieval Kingdoms. Londres e Nova Iorque: Routledge

- Schutte, Gudmund (2013). Our Forefathers, Volume 2. Cambridge: Cambridge University Press

- Shanzer, Dunata; Mathisen, Ralph W (2011). Romans, Barbarians, and the Transformation of the Roman World: Cultural Interaction and the Creation of Identity in Late Antiquity. Farnham, Inglaterra: Ashgate Publishing, Ltd.